# Google Answers
O Google Answers era um serviço oferecido pelo Google que permitia aos usuários submeterem qualquer pergunta e obter a sua resposta, mediante o pagamento de 2,50 dólares a 200,50 dólares. A resposta era escrita por um investigador perito e enviada ao usuário que a fez.
É também possível pesquisar por perguntas já respondidas anteriormente e ver suas respectivas respostas sem pagamento.
Este serviço foi desabilitado pelo Google em 01/12/2006, por decorrência do surgimento de serviços de perguntas e respostas gratuitos, dentre outros motivos.
Em 2009 foi lançado um serviço muito semelhante a este em versão beta,apenas nos Estados Unidos e Rússia, chamado Google Baraza. Mas este não precisa de pagamentos e possui um sistema de pontos muito semelhante ao Yahoo! Respostas.